# Georgiens damlandslag i innebandy
Georgiens damlandslag i innebandy representerar Georgien i innebandy på damsidan.

## Historik
Laget spelade sin första landskamp den 15 mars 2003, då man förlorade mot Österrike med 2-9.

### Fotnoter
1. ↑  ”International Floorball Federation”. http://www.floorball.org/default.asp?kieli=826&sivu=149&alasivu=149. Läst 22 augusti 2011.